# Cyperus plantaginifolius
Cyperus plantaginifolius är en halvgräsart som beskrevs av Henri Chermezon. Cyperus plantaginifolius ingår i släktet papyrusar, och familjen halvgräs.
Artens utbredningsområde är Madagaskar. Inga underarter finns listade i Catalogue of Life.